# Tais Quais
Os Tais Quais são uma banda de música tradicional portuguesa formada em 2014.

## História
Tudo começou com um convite da Câmara Municipal de Serpa, em 2014. A Câmara queria patrocinar um espectáculo para dar força à candidatura do cante alentejano a património imaterial da humanidade (o que veio a acontecer a 27 de novembro de 2014). João Gil reuniu um grupo de músicos ligados ao Alentejo, uns com grandes carreiras e outros mais novos. Do espectáculo realizado em Junho desse ano em Serpa, na Praça da República, nasceram os Tais Quais. O grupo é constituído por:
- João Gil
- Jorge Palma
- Tim
- Celina da Piedade
- Vitorino
- Paulo Ribeiro
- Sebastião Santos
- Jorge Serafim

João Gil quis fazer com que o espectáculo pertencesse a Serpa e ao Alentejo. E não pensou só num grupo de convidados, pensou em formar uma banda que reunisse várias gerações. Ao mesmo tempo queria que não fosse só um desenrolar de músicas mas, que tivesse um narrador que fizesse a ponte entre canções. É esta a função de Jorge Serafim, que é o único elemento do grupo que não canta.
Com raízes e ligações ao Alentejo, o grupo de músicos inventou uma identidade própria e propôs-se a continuar a descobrir e a compor temas dentro de uma matriz popular sujeita às características de cada um, já que provinham de áreas musicais distintas. Quando ouvimos músicas deste grupo devemos estar atentos às violas, ao acordeão, à percussão, à viola campaniça e ao coro de arrepiar. Mas, há também Jorge Serafim, conhecido contador de histórias, que vai contando histórias, anedotas e contos populares.
Os Tais Quais dedicam grande parte do seu reportório à reescrita e reorquestração de músicas do cancioneiro tradicional, mas também têm temas originais.

## Formação

### Membros
- Celina da Piedade (voz e acordeão)
- João Gil (Voz e Guitarra)
- Jorge Palma (Voz e Piano)
- Tim (Voz e Baixo)
- Vitorino (Voz)
- Paulo Ribeiro (Voz)
- Sebastião Santos (Voz e Bateria)
- Jorge Serafim (Voz)

## Discografia

### Álbuns originais
- Os Fabulosos Tais Quais (2015)
- Os Fabulosos Tais Quais - Ao Vivo no Tivoli (2017)
- As Novas Aventuras dos Tais Quais (2019)